# Centesimus annus
Centesimus annus (łac. „Setna rocznica”) – encyklika społeczna papieża Jana Pawła II ogłoszona 1 maja 1991. Wydana w 100. rocznicę opublikowania encykliki Leona XIII Rerum novarum, stanowiącej fundament katolickiej nauki społecznej. Ma w dużej mierze charakter krytyki socjalizmu.

## Charakterystyka i budowa
Wydana została 1 maja, czyli w dniu liturgicznego wspomnienia św. Józefa Robotnika.
Podzielona na rozdziały: 
- Wprowadzenie,
- Znamienne rysy encykliki Rerum novarum,
- Ku „rzeczom nowym” naszych czasów,
- Rok 1989,
- Własność prywatna i powszechne przeznaczenie dóbr,
- Państwo i kultura,
- Człowiek jest drogą Kościoła.

Wprowadzenie podkreśla znaczenie pontyfikatu Leona XIII i encykliki Rerum novarum, wspomnina o innych encyklikach Pawła VI i Jana Pawła II. Zachęca do „odczytania na nowo” Rerum novarum w kontekście zmieniającch się znaków czasów.
Rozdział I raz jeszcze podkreśla przełomowość encykliki Leona XIII, zarysowuje okoliczności w jakich powstała. Przypomina narastające sprzeczności klasowe, akceptację własności (krytyka marksizmu), konieczność godnego wynagradzania i – co oczywiste – prawo do nieskrępowanego wykonywania obowiązków religijnych.
W rozdziale II sytuacja opisana w Rerum novarum zostaje porównana do sytuacji dzisiejszej. Autor dostrzega analogiczność sytuacji ok. 1891 do wydarzeń 1989. Przekonuje, że Leon XIII już w końcu XIX w. dostrzegł konieczność upadku socjalizmu prawie wiek później – składa hołd przenikliwości poprzednika. Jeszcze raz krytykuje materialistyczne widzenie świata przez socjalizm, a także brak personalizmu w pojmowaniu roli jednostki (jednostka jedynie „trybikiem w machinie”). Taka koncepcja nie daje zdaniem Papieża możliwości stworzenia zdrowego społeczeństwa z powodu nieustannego wyobcowania jednostki. Co oczywiste, z negatywną oceną spotyka się ateizm i walka klas, przeciwstawiona jednakże teoretycznie „walce o sprawiedliwość społeczną”. Encyklika zrównuje imperializm i militaryzm z marksistowską walką klas, uważając, że mają wspólne korzenie marksistowskie. Powtarza zawarty w Rerum novarum sprzeciw wobec upaństwowienia środków produkcji, widząc w nim przyczynę wyobcowania człowieka ze społeczeństwa. Papież rozwija poglądy poprzednika w kwestii konieczności reform i aktywnej roli państwa w tej dziedzinie. Twierdzi ponadto, że konsekwencją źle pojętej wolności ludzkiej były totalitaryzmy XX w.: narodowy socjalizm i komunizm, a także holocaust narodu żydowskiego (jeszcze raz zrównano przy tym narodowy socjalizm i komunizm, jako systemy równie destrukcyjne). Pesymistyczne jest także twierdzenie Jana Pawła II o rzeczywistości powojennej – podział na przeciwstawne bloki polityczne, wyścig zbrojeń (nawiązanie do Sollicitudo rei socialis). Wskazując na niezmienne stanowisko Kościoła, piętnuje podział świata, militaryzację i rozszerzanie się sporu 2 bloków na kraje Trzeciego Świata. Poddając krytyce marksizm-leninizm, nie zapomina także o negatywnych konsekwencjach autorytaryzmu (nie nazywając go jednak po imieniu) i istnienia społeczeństwa konsumpcyjnego. Pozostając mocno sceptycznym wobec skuteczności organizacji międzynarodowych, zauważa jednakże pewne pozytywne aspekty ich działania, konieczne jest natomiast usprawnienie ich metod działania.
Rozdział III opisuje znaczenie roku 1989 i przemian, jakie zaszły w Europie, ale także na innych kontynentach. Podkreślając rolę Kościoła w tych przemianach, z zadowoleniem wita demokratyzację ustrojów, żywi jednakże obawę co do ich trwałości. Analizując przyczyny upadku komunizmu obok czysto ekonomicznych (niesprawność systemu), wymienia zaangażowanie obywateli i z zadowoleniem zauważa, że była to działalność pokojowa. Uważa jednakże, że czynnikiem decydującym o upadku systemu był jego programowy ateizm. Stosunkowo łatwe i bezkrwawe zwycięstwo łączy z zawierzeniem Bogu i wartościom chrześcijańskim (rzeczywisty wpływ Opatrzności). Z aprobatą witając klęskę marksizmu, papież ostrzega jednak, że nie spowodowała ona automatycznego końca problemów, w wyniku których narodziła się ta doktryna. Dostrzegając trudności, które stoją przed krajami Europy Środkowo-Wschodniej, wzywa inne narody do solidarności i współpracy. Apeluje o wzajemne wybaczenie win. Niepokojem napełnia go także wciąż trudna sytuacja w krajach Trzeciego Świata. Przestrzega przed dostrzeganiem jedynie gospodarczego aspektu rozwoju - konieczny jest także rozwój duchowy. Akcentując konieczność walki z niesprawiedliwościami, radykalnie sprzeciwia się stosowaniu przemocy.
W rozdziale IV Autor podkreśla ograniczoność własności. Pomimo poparcia dla własności prywatnej, twierdzi, że powinna ona służyć człowiekowi. Zaakcentowana jest potrzeba etycznego użytkowania rzeczy. Zarysowany został także problem zmian, które doprowadziły do powstania kwestii własności technicznej i przemysłowej. Autor uważa, że właściwy model gospodarczy powinien być dostosowany do okoliczności społeczno-ekonomicznych i historycznych. Nie narzuca jednej obowiązującej wizji, przestrzega jednakże przed lekceważeniem ludzkiego wymiaru pracy, głosi personalizm. Konsekwencją tego jest dostrzeżenie konieczności ograniczenia mechanizmu rynkowego na rzecz dobra wspólnego. Po raz kolejny zwraca uwagę na trudną sytuacje krajów Trzeciego Świata, głosi także krytykę konsumpcjonizmu, przypisując jego wpływowi powstanie plag społecznych (np. narkomanii). Tradycyjnie zwraca także uwagę na los jednostek słabszych, niezdolnych do samodzielnej egzystencji.
W rozdziale V podkreśla znaczenie kultury, poddaje krytyce rzeczywistość krajów totalitarnych z ich podporządkowaniem kultury, sztuki i nauki panującej ideologii. Krytyce poddaje rolę ideologów, uważających, że są jedynymi dysponentami prawdy obiektywnej. Wyraża obawę przed narastającym fundamentalizmem, także religijnym. Rozdział ten oprócz krytycznej analizy wpływu totalitaryzmu na społeczeństwo raz jeszcze bardzo wyraźnie sprzeciwia się wojnie. W zasadzie pozytywnie wyraża się natomiast o demokracji i idei poszanowania praw człowieka, przyznając narodom prawo do wyboru przedstawicieli.
Rozdział VI ma charakter refleksji etycznej, jeszcze raz podkreśla znaczenie pontyfikatu Leona XIII i jego nowatorskich wizji.